# Crisi del quart de vida
La Crisi del quart de vida és un terme aplicat al període de la vida que segueix immediatament després de l'adolescència, usualment entre els 20 i els 30 anys. El concepte prové d'una analogia amb la crisi de la mitjana edat. En l'actualitat, és àmpliament acceptat per terapeutes i professionals de la salut mental.
Abby Wilner va encunyar la frase el 1997, i és coautora del primer llibre que identifica el fenomen, publicat el 2001. Diversos altres llibres han estat escrits en diversos països des de llavors.

## Aspectes emocionals
Són característiques d'aquesta etapa les següents:
- Sentir-se que un no és prou bo perquè no pot trobar una feina que s'avingui amb la formació acadèmica o la capacitat intel·lectual pròpia.
- Frustració amb les relacions interpersonals i el món laboral.
- Confusió d'identitat.
- Inseguretat respecte del futur immediat.
- Inseguretat respecte dels assoliments obtinguts fins al moment en la vida.
- Reavaluació de les relacions interpersonals properes.
- Desil·lusió pel treball.
- Nostàlgia per la vida de l'institut (d'educació secundària).
- Tendència a tenir opinions més radicals sobre diversos temes.
- Sentir-se avorrit de les relacions socials.
- Estrès d'origen financer.
- Sentir-se solitari.
- Desitjar tenir fills.
- Tenir la idea que, d'alguna manera, a tothom li va millor que a un mateix.

Després de l'educació universitària l'ésser humà entra al "món real", a la vida adulta i les seues responsabilitats. Alguns individus es troben en un punt on les seues professions semblen no avançar.
Aquests sentiments i inseguretats no són estranys a aquestes ni a altres edats de la vida adulta. En el context de la "Crisi del quart de vida", no obstant això, ocorren just després del primer treball seriós, o just després de graduar-se a la universitat. Sense importar l'anterior, el "món real" és més dur, competitiu i menys compassiu del que un es pot haver imaginat. I per a empitjorar les coses, els títols universitaris i d'altres tipus, en els quals es va invertir tant temps i diners, serveixen de poc per a enfrontar aquestes situacions.
En anar cedint els puges-i-baixes emocionals de l'adolescència i universitat, molts dels quals travessen aquesta crisi, experimenten un cert grau d'apatia cap a la vida. Mentre que les interaccions emocionals poden haver estat intenses durant l'educació secundària i universitària, on més o menys tots tenen la mateixa edat i les hormones estan molt actives, aquestes interaccions es tornen més subtils i privades en la vida adulta. Ningú (especialment homes a la vintena d'edat) vol admetre sentir-se com un perdedor. Aquesta frustració secreta intensifica el problema.
Inclusivament, un factor que contribueix a aquesta crisi és la dificultat per adaptar-se a l'ambient laboral. En la universitat, les expectatives dels professors eren de coneixement públic (en contrast, sovint és difícil dur-se bé amb un cap), i els estudiants rebien constant aprovació (o reprovació) sobre el seu acompliment en els cursos. Es progressava de forma semestral (o quadrimestral). En canvi, en el treball, sovint un individu ignora per complet l'opinió del seu cap respecte al seu treball, o si li cau bé o malament als seus companys de treball. No hi ha una forma automàtica de progressar en el laboral (com era simplement aprovar un curs en la universitat). Les polítiques de les empreses requereixen habilitats interpersonals que ni tan sols són necessàries en un ambient educacional. Els "adults emergents" finalment aprenen aquestes qualitats, però el procés (sovint comparat amb l'aprenentatge d'una llengua estrangera) és sovint summament estressant.

## Aspectes financers i professionals
Una causa important de l'estrès d'aquesta crisi és de naturalesa financera: moltes professions s'han tornat altament competitives en anys recents. La quantitat de llocs laborals que ofereixen seguretat econòmica, com les càtedres universitàries o ser soci d'una signatura legal, ha disminuït molt. Açò, combinat amb la reducció de plantilles, significa que molta gent mai experimentarà seguretat ocupacional durant la seua vida, sobretot en l'adultesa primerenca. Addicionalment, molts joves professionals han de carregar amb els pagaments de préstecs estudiantils que van adquirir per a poder completar els seus estudis.
L'època que una carrera universitària oferia una vida de seguretat laboral i econòmica, en la qual un individu podia bregar tranquil·lament amb la seua pròpia vida privada, va finalitzar de forma abrupta. Professions com la medicina, administració de negocis o l'educació, requereixen que els professionals d'aquestes àrees invertisquen 60 i fins i tot 80 hores setmanals a l'oficina, sovint en contra de la seua voluntat. Si bé açò és comú a tots els adults, semblara que els adults joves són especialment vulnerables a les càrregues psicològiques d'aquest estil de vida.
L'escriptor David Callahan il·lustra aquesta vida sobre-competitiva i insegura, en la qual el malestar i frustració pot estendre's més enllà dels 30. L'estabilitat econòmica és molt necessària per a tenir un desenvolupament psicològic normal i sa. S'ha proposat que la inseguretat dels nous models econòmics col·locarà a molts individus en un estat d'adolescència crònica, i el consumisme apreciat des dels anys 90 indica que aquesta teoria està començant a materialitzar-se.

## Altres teories
Erik H. Erikson, qui va proposar que existeixen 8 diferents crisis durant la vida de l'ésser humà, també proposa l'existència d'una crisi al voltant dels 21-29 anys. En la seua proposta, que se subscriu a la teoria de la psicologia del desenvolupament, ell ens proposa que la vida es divideix en 8 etapes, cadascuna de les quals té un conflicte propi per ser resolt. El conflicte que ell associa amb els adults joves és "Intimitat contra Aïllament". D'acord amb aquesta teoria, després d'establir una identitat personal en l'adolescència, els adults joves cerquen formar relacions intenses amb altres persones, usualment relacions de caràcter sentimental.
Aquesta versió de la Crisi del quart de vida proposada per Erikson, és llavors distinta de la qual es percep en la cultura popular, encara que ambdues contenen elements que cerquen explicar el complex procés de maduració en l'ésser humà.